# Saison 8
Saison 8  (Nederlands: seizoen 8) is het achtste muziekalbum van de Franse band Lazuli. De band nam het album op in de eigen geluidsstudio L’abeille rôde. Het werd uitgegeven op hun eigen platenlabel genoemd naar die studio, maar is wereldwijd te verkrijgen. De muziek heeft ook in 2018 haar specifieke klank dankzij het unieke muziekinstrument de Léode, speciaal gemaakt voor Claude Leonetti. 
John Bollenberg, IO Pages 150 (juni 2018), zag nog wel de kwaliteiten van de band terug op het gebied van de progressieve rock. Hij constateerde tegelijkertijd dat er geen ontwikkeling meer plaatsvond in de muziek en dat daardoor de spontaniteit van de eerste albums verloren dreigt te gaan. Alex Driesen van ProgWereld zag dezelfde gang van zaken maar was positiever over het resultaat; hij zette het in zijn persoonlijke top 20 over 2018.  

## Musici
- Claude Leonetti – Léode (een zelf ontworpen soort gitaarsynthesizer)
- Cédéric Byar – gitaar
- Romain Thorel – toetsinstrument en hoorn
- Vincent Barnavol – slagwerk en marimba
- Dominique Leonetti – zang, gitaar

## Muziek
Alle muziek en teksten zijn geschreven door Dominique Leonetti, gearrangeerd door de band

| Nr. | Titel                  | Duur |
| --- | ---------------------- | ---- |
| 1.  | J’attends un printemps | 5:12 |
| 2.  | Un linceul de brume    | 6:00 |
| 3.  | Mes amis, mes freres   | 5:45 |
| 4.  | Les cotes              | 6:03 |
| 5.  | Chronique canine       | 6:15 |
| 6.  | Mes semblables         | 4:55 |
| 7.  | De deux choses lune    | 4:06 |
| 8.  | Les 4 mortes saisons   | 4:45 |